# Pharyngite
 Mise en garde médicale
La pharyngite est une inflammation du pharynx. On parle de pharyngo-amygdalite lorsqu'il y a une inflammation des amygdales associée.

## Causes
Elle est le plus souvent virale (90 % des cas environ). Plusieurs virus peuvent en être la cause dont voici quelques exemples : adénovirus, rhinovirus, Coxsackie, virus respiratoire syncytial, virus Influenza, parainfluenza, mononucléose infectieuse... Les bactéries ne sont responsables que de 10 % des cas. Le plus fréquent est le  Streptocoque β-hémolytique du groupe A (rare chez les moins de 3 ans). D'autres pathogènes tels que Neisseria gonorrhoeae et Arcanobacterium haemolyticum sont aussi possibles.

## Symptômes
Les patients ayant la pharyngite peuvent présenter de la rhinorrhée (ou écoulement nasal), de l'enrouement, de la toux, une conjonctivite, de la dysphagie, de l'odynophagie, des malaises généraux et de la fièvre.

## Diagnostic
Le diagnostic d'une pharyngite se fait par l'histoire et l'examen physique. L'examen de l'oropharynx réalisé à l'aide d'une lampe et d'un abaisse-langue va observer un érythème diffus de celui-ci.
La culture de gorge avec le coton-tige n'est pas indiquée quand le patient présente les symptômes typiques d'une pharyngite virale. La culture de gorge doit être faite si le patient présente au moins deux des cinq critères suivants :
- exsudat pharyngé ou amygdalien ;
- augmentation du volume des amygdales ;
- adénopathies cervicales antérieures ;
- fièvre de plus de 38 degrés Celsius ;
- absence de toux.

Même si le patient présente les cinq symptômes, il n'a environ qu'une chance sur deux d'être infecté par Streptocoque β-hémolytique du groupe A[réf. nécessaire].

## Traitement
Étant donné que la majorité des pharyngites sont d'origine virale, on ne doit pas traiter avec des antibiotiques (efficaces seulement contre les bactéries). Le traitement est symptomatique : boire de l'eau, analgésiques/antipyrétiques comme le paracétamol, se gargariser avec de l'eau salée chaude, prendre des pastilles.
Il est très important de ne pas entamer une antibiothérapie avant d'avoir le résultat de la culture de gorge. Si une culture de gorge a été faite et qu'il y a présence du Streptocoque β-hémolytique du groupe A, on doit traiter avec de la pénicilline pendant 10 jours. S'il y a une allergie à la pénicilline connue, on doit utiliser de la clindamycine ou de l'érythromycine. Le traitement a pour but de prévenir le rhumatisme articulaire aigu (RAA) et diminuer les risques de transmission du pathogène. Pour prévenir le RAA, la fenêtre d'intervention est de 9 à 10 jours pour commencer le traitement avec l'ampicilline.

## Prévention
- Se laver fréquemment les mains
- Éviter de partager ustensiles, bouteilles d'eau et brosses à dents
- Eviter les embrassades sur la bouche.